# Trompetzwaan

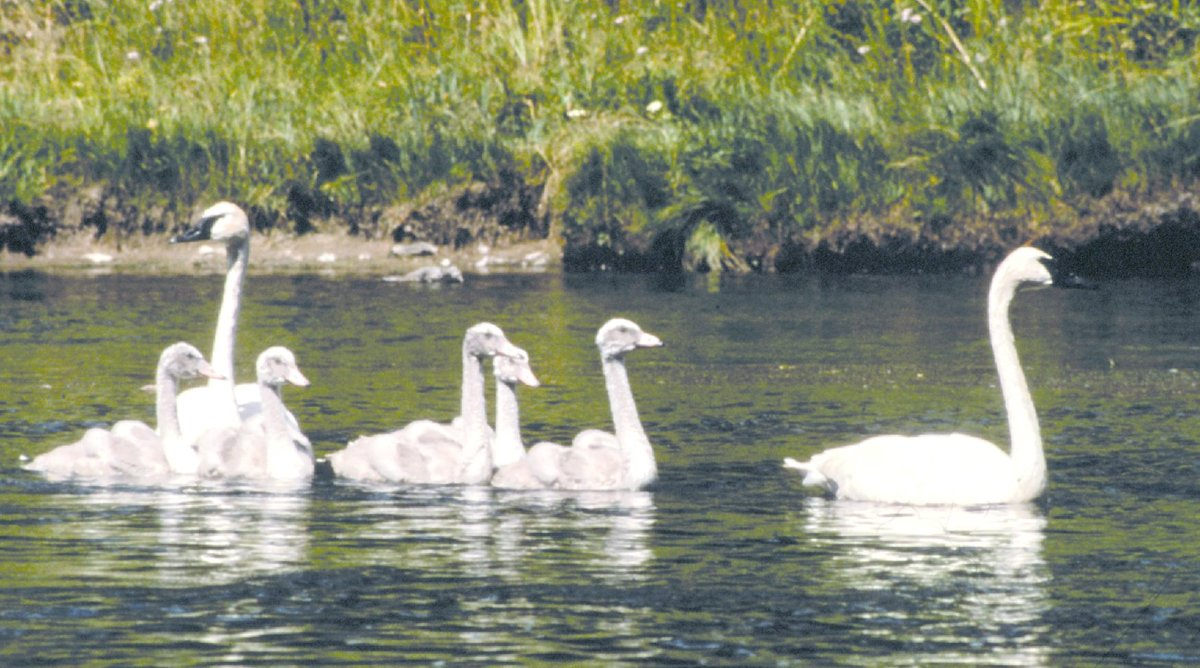
Trompetzwanen met jongen

De trompetzwaan (Cygnus buccinator) is een grote witte zwaan die inheems voorkomt in het westen van Noord-Amerika. De soort is nauw verwant aan de wilde zwaan uit Eurazië.
De naam danken de trompetzwanen aan het geluid, dat sommigen aan trompetgeschal doet denken.

## Anatomie
Trompetzwanen hebben een zwarte snavel en zwarte poten, contrasterend met het witte gevederte. Hun vleugelspanwijdte kan drie meter bedragen. Kuikens zijn grijs en worden na de eerste rui wit.

## Habitat
De soort komt hoofdzakelijk voor in vijvers en brede zachtstromende rivieren in noordwestelijk Noord-Amerika. De grootste populaties bevinden zich in Alaska. Het vrouwtje legt 3 tot 9 eieren op een nesteiland van plantenresten. Het nest kan verschillende jaren worden gebruikt. Net als andere zwanensoorten blijven het mannetje en vrouwtje hun hele leven bij elkaar. De kuikens kunnen bijna direct lopen en zwemmen, maar het duurt 3 tot 4 maanden dat ze kunnen vliegen.

## Voedsel
Trompetzwanen leven van plantaardig voedsel, dat ze met hun lange nek en platte snavel van de bodem van ondiep water opslobberen. 's Winters eten ze ook gras en graan. Kuikens worden door hun ouders gevoed met insecten en ander klein dierlijk voedsel, maar in de loop van de eerste maanden verandert het dieet in plantaardig voedsel.

## Vogeltrek
In het zuidelijke gedeelte van het verspreidingsgebied blijven de vogels het hele jaar aanwezig. In noordelijker gelegen gebieden trekken de vogels in de winter naar de kust van de Grote Oceaan en naar het midwesten van de Verenigde Staten. Hierbij vormen ze V-vormige groepen.

## Beschermingsstatus
Trompetzwanen kwamen vroeger in bijna heel Noord-Amerika voor, maar als gevolg van intensieve jacht om de eieren, veren en het vlees stierf de soort in het begin van de 20e eeuw bijna uit. Inmiddels is de populatie weer gegroeid en wordt de soort niet meer met uitsterven bedreigd. Wel is de soort nog beschermd.